# Drewniak (wije)

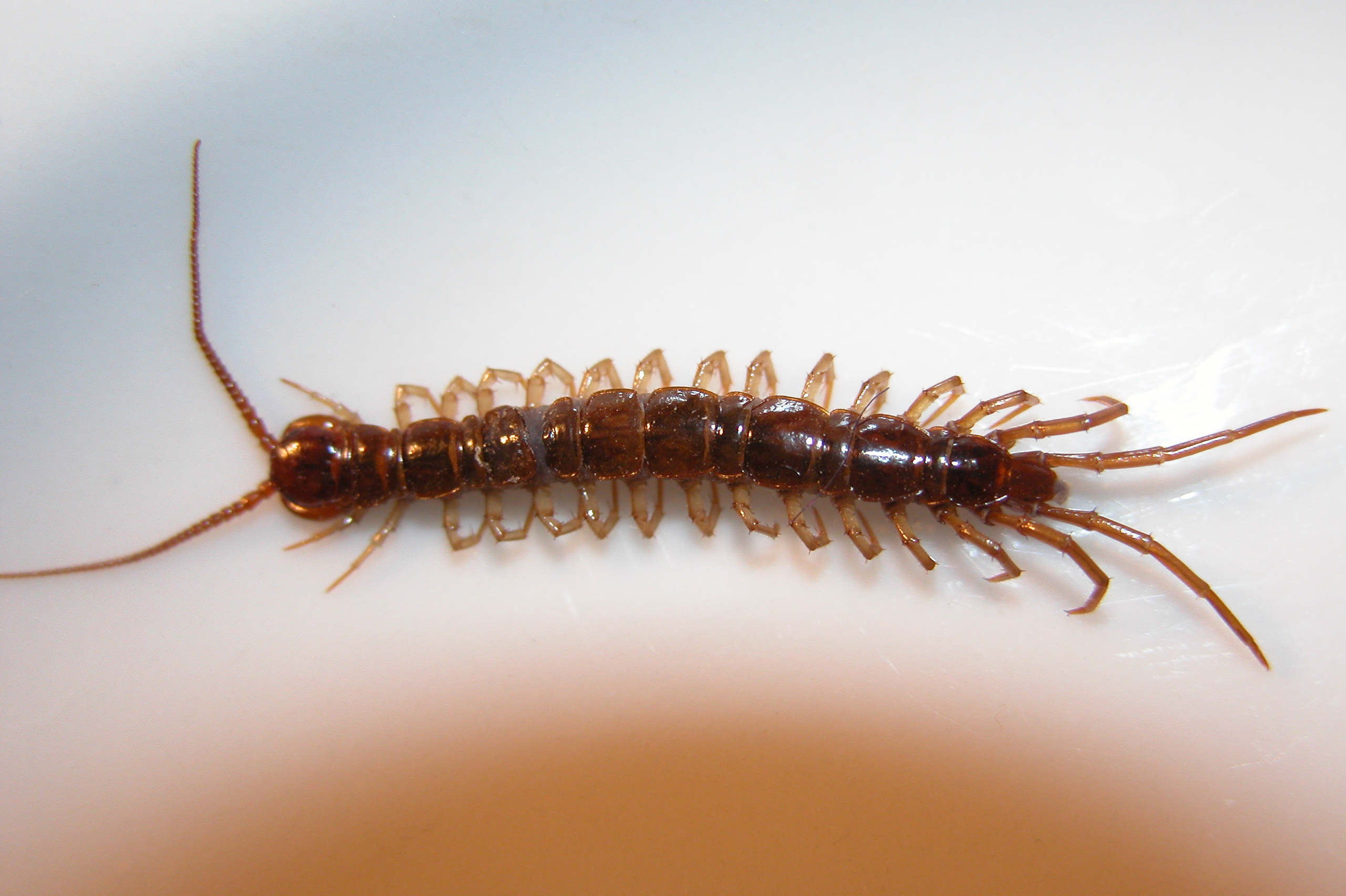
Drewniak widełkowiec

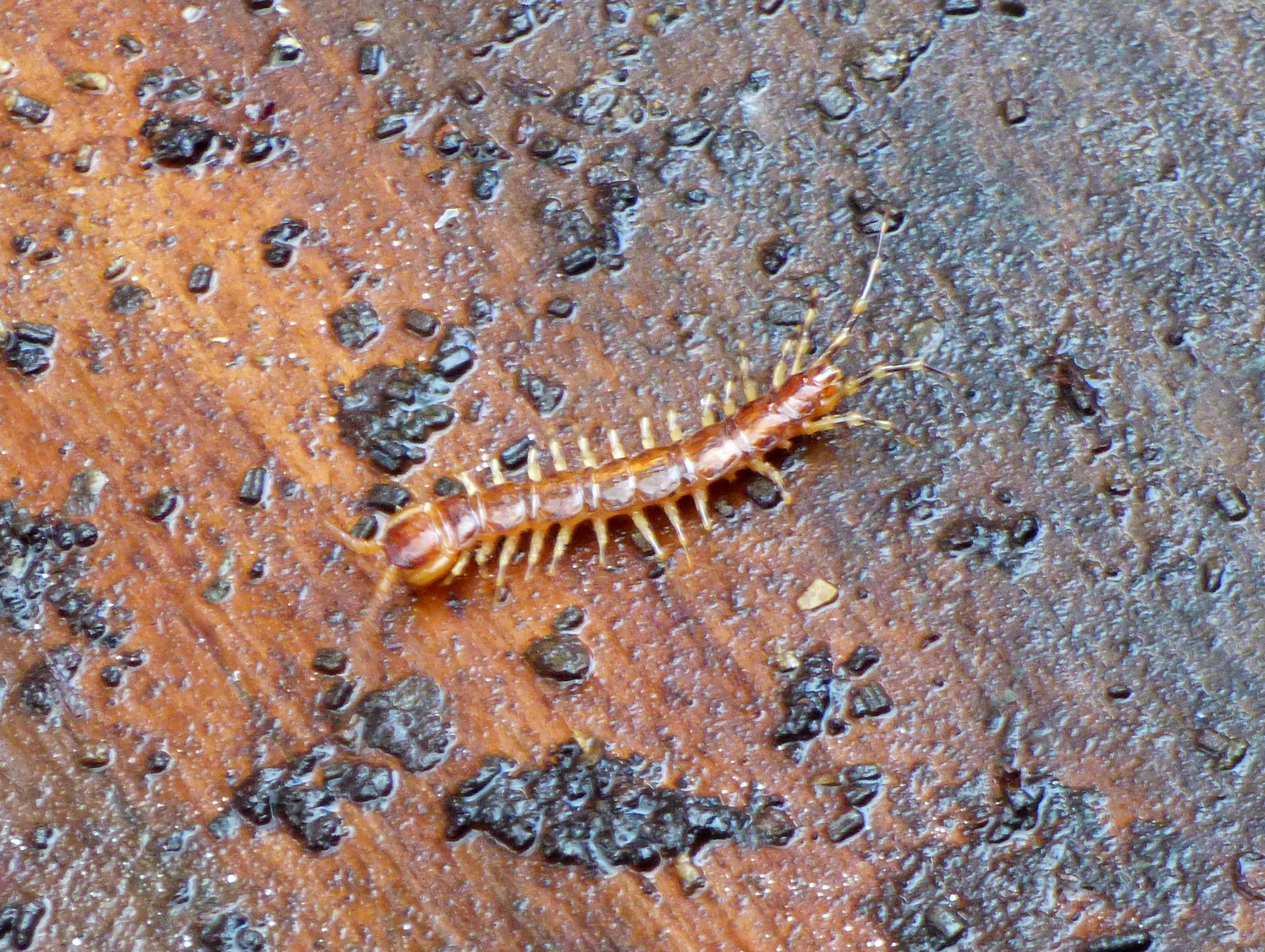
Lithobius variegatus

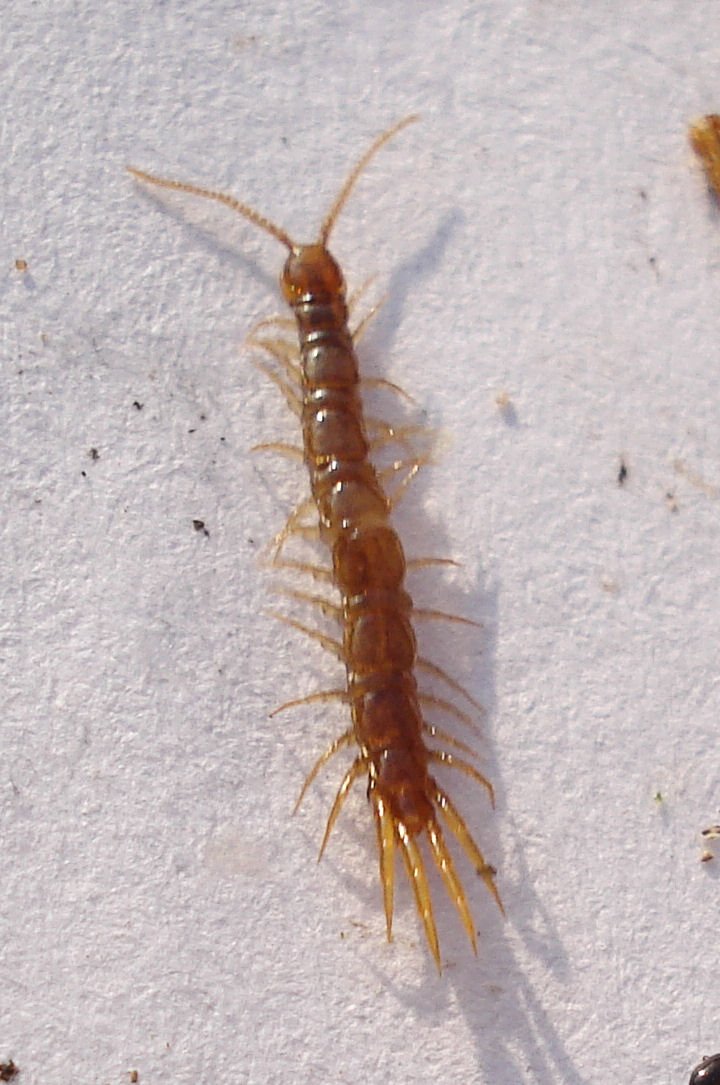
Lithobius microps

Drewniak (Lithobius) – rodzaj pareczników z rzędu drewniakokształtnych i rodziny drewniakowatych.

## Taksonomia
Rodzaj ten wprowadzony został w 1814 roku przez Williama Elforda Leacha. Jego gatunkiem typowym jest opisany przez Karola Linneusza drewniak widełkowiec.
Do rodzaju tego należy ponad 520 opisanych gatunków:

- Lithobius aberantus (Matic, 1973)
- Lithobius absoloni (Folkmanová, 1935)
- Lithobius abukumensis (Ishii, 1991)
- Lithobius acuminatus Brölemann, 1892
- Lithobius adriaticus de Preg, 1883
- Lithobius aeruginosus L. Koch, 1862
- Lithobius agilis C.L. Koch, 1847
- Lithobius aidonensis Verhoeff, 1943
- Lithobius alavicus Matic, 1959
- Lithobius alenae (Dobroruka, 1980)
- Lithobius alexandrinae Matic & Negrea, 1973
- Lithobius aligherus Manfredi, 1953
- Lithobius allotyphlus Silvestri, 1908
- Lithobius alluaudi Brölemann, 1924
- Lithobius alpinus Heer, 1845
- Lithobius alpinus Matic & Darabantzu, 1971
- Lithobius alticus (Loksa, 1965)
- Lithobius altus Matic & Darabantu, 1971
- Lithobius ambulotentus Demange & Serra, 1978
- Lithobius amplinus Farzalieva, 2006
- Lithobius anacanthinus (Matic, 1976)
- Lithobius anaopurnensis Eason, 1993
- Lithobius anderssoni Zapparoli & Simaiakis, 2013
- Lithobius angulatus Eason, 1986
- Lithobius anisanus Verhoeff, 1937
- Lithobius annectus (Chamberlin, 1941)
- Lithobius anophthalmus Matic, 1957
- Lithobius ansyensis Matic, 1973
- Lithobius antipai Matic, 1969
- Lithobius antonellae Zapparoli, 1999
- Lithobius aokii Shinohara, 1972
- Lithobius aostanus Verhoeff, 1934
- Lithobius apfelbecki Verhoeff, 1900
- Lithobius apheles Chamberlin, 1940
- Lithobius araitoensis Takakuwa, 1939
- Lithobius asper Muralevitch, 1926
- Lithobius aspersus Attems, 1899
- Lithobius asulcutus Chongzhou, 1996
- Lithobius atkinsoni Bollman, 1887
- Lithobius aureus McNeill, 1887
- Lithobius ausobskii Eason, 1989
- Lithobius australis (Chamberlin, 1944)
- Lithobius austriacus (Verhoeff, 1937)
- Lithobius bayeri (Folkmanová, 1935)
- Lithobius bellulus Chamberlin, 1903
- Lithobius beroni Negrea, 1965
- Lithobius beshkovi (Matic & Stauropulos, 1988)
- Lithobius beulae Chamberlin, 1903
- Lithobius bicolor Takakuwa, 1939
- Lithobius bidens Takakuwa, 1939
- Lithobius bidivisa Takakuwa, 1939
- Lithobius bifidus (Matic, 1973)
- Lithobius biondii Zapparoli, 1999
- Lithobius biporus Silvestri, 1894
- Lithobius bispinosus Silvestri, 1936
- Lithobius biunguiculatus Loksa, 1947
- Lithobius blanchardi Léger & Duboscq, 1903
- Lithobius blascoi Eason, 1991
- Lithobius bolognai Zapparoli, 1991
- Lithobius boluensis (Matic, 1983)
- Lithobius borealis Meinert, 1868
- Lithobius borisi Verhoeff, 1928
- Lithobius bostryx Brölemann, 1897
- Lithobius brandensis Verhoeff, 1943
- Lithobius brandtii Sseliwanoff, 1881
- Lithobius brignolii (Matic, 1970)
- Lithobius brusteli Iorio, 2015
- Lithobius buakheriacus Zapparoli, 1985
- Lithobius bullatus Eason, 1993
- Lithobius bursaensis (Matic, 1983)
- Lithobius burzenlandicus Verhoeff, 1931
- Lithobius buxtoni Brölemann, 1921
- Lithobius caecigenus (Miyosi, 1956)
- Lithobius calcaratus C.L. Koch, 1844
- Lithobius canaliculatus Murakami, 1963
- Lithobius canaricolor Farzalieva, 2006
- Lithobius canariensis Eason, 1992
- Lithobius caninensis Muralevitch, 1906
- Lithobius carinatus L. Koch, 1862
- Lithobius carinipes (Ishii & Yahata, 1997)
- Lithobius carinthiacus Koren, 1992
- Lithobius cassinensis Verhoeff, 1925
- Lithobius castaneus Newport, 1844
- Lithobius catascaphius (Verhoeff, 1937)
- Lithobius caucasicus Sseliwanoff, 1881
- Lithobius cavernicolus Fanzago, 1877
- Lithobius celer Bollman, 1888
- Lithobius cepeus (Chamberlin, 1940)
- Lithobius cerberulus (Verhoeff, 1941)
- Lithobius cerii Verhoeff, 1943
- Lithobius chalusensis Matic, 1969
- Lithobius chekianus (Chamberlin & Wang, 1952)
- Lithobius chengsiensis (Chamberlin & Wang, 1952)
- Lithobius cherpinedensis Iorio, 2010
- Lithobius chibenus (Ishii & Tamura, 1994)
- Lithobius chikerensis Verhoeff, 1936
- Lithobius chosenus (Chamberlin & Wang, 1952)
- Lithobius chumasanus Chamberlin, 1903
- Lithobius circassus Muralevitch, 1907
- Lithobius cockerelli Chamberlin, 1904
- Lithobius colchicus Muralevitch, 1907
- Lithobius coloratus Sseliwanoff, 1881
- Lithobius confusus (Chamberlin, 1952)
- Lithobius consimilis Eason, 1992
- Lithobius corrigendus Dobroruka, 1988
- Lithobius costaricensis Brölemann, 1905
- Lithobius crassipes L. Koch, 1862
- Lithobius crassus (Loksa, 1965)
- Lithobius cretaicus Matic, 1980
- Lithobius creticus Dobroruka, 1977
- Lithobius crypticola Ribaut in Jeannel, 1926
- Lithobius cryptobius Silvestri, 1897
- Lithobius cuklauvus (Chamberlin, 1958)
- Lithobius curtipes C.L. Koch, 1847
- Lithobius cyrtopus Latzel, 1880
- Lithobius dacicus Matic, 1958
- Lithobius datongensis Qiao, Qin, Ma, Zhang, Su & Lin, 2018[4]
- Lithobius decapolitus Matic, Negrea & Prunescu, 1962
- Lithobius decessus Attems, 1901
- Lithobius decodontus Pocock, 1895
- Lithobius decui Matic & Negrea, 1966
- Lithobius degerboeli Eason, 1981
- Lithobius delfossei Iorio & Geoffroy, 2007
- Lithobius delictus (Chamberlin, 1952)
- Lithobius demavendicus Matic, 1969
- Lithobius dentatus C.L. Koch, 1844
- Lithobius derouetae Demange, 1958
- Lithobius deserti Verhoeff, 1908
- Lithobius dieuzeidei Brölemann, 1931
- Lithobius dimorphus Machado, 1946
- Lithobius dobrogicus Matic, 1962
- Lithobius dobrorukai Dányi & Tuf, 2012
- Lithobius doderoi Silvestri, 1908
- Lithobius dogubayazitensis  Zapparoli, 1999
- Lithobius domogledicus Matic, 1961
- Lithobius dragani Negrea & Matic, 1973
- Lithobius drescoi Demange, 1958
- Lithobius dudichi Loksa, 1947
- Lithobius dumitrescui Matic & Negrea, 1966
- Lithobius duplus Murakami, 1965
- Lithobius easoni Matic, 1969
- Lithobius egregius Attems, 1938
- Lithobius elbursensis Matic, 1969
- Lithobius electrinus (Verhoeff, 1937)
- Lithobius electus Silvestri, 1935
- Lithobius elegans Sseliwanoff, 1881
- Lithobius eleganus (Shinohara, 1957)
- Lithobius ellipticus Takakuwa, 1939
- Lithobius elongipes (Chamberlin, 1952)
- Lithobius emporus (Chamberlin, 1941)
- Lithobius enans (Chamberlin, 1938)
- Lithobius enghoffi Eason, 1986
- Lithobius entzii Daday, 1889
- Lithobius erdschiasius Verhoeff, 1943
- Lithobius ergus (Chamberlin, 1952)
- Lithobius erraticulus Silvestri, 1917
- Lithobius erratus (Attems, 1938)
- Lithobius erythrocephalus C.L. Koch, 1847
- Lithobius eucnemis Stuxberg, 1875
- Lithobius evae Dobroruka, 1957
- Lithobius evasus (Chamberlin, 1952)
- Lithobius fagei Demange, 1961
- Lithobius fagniezi Ribaut in Jeannel, 1926
- Lithobius fallax Muralevitch, 1906
- Lithobius fangensis Eason, 1986
- Lithobius farzalievae Dányi & Tuf, 2012
- Lithobius fasciatus Muralevitch, 1929
- Lithobius fattigi Chamberlin, 1945
- Lithobius femorisulcutus Chongzhou, 1996
- Lithobius femorosulcatus Eason, 1986
- Lithobius ferganensis (Trotzina, 1894)
- Lithobius fissuratus Attems, 1934
- Lithobius forficatus (Linnaeus, 1758) – drewniak widełkowiec
- Lithobius fossipes Brölemann, 1922
- Lithobius foviceps Muralevitch, 1926
- Lithobius franciscorum Dányi & Tuf, 2012
- Lithobius franzi Attems, 1949
- Lithobius fugax Stuxberg, 1876
- Lithobius fuscus Attems, 1953
- Lithobius gantoensis Takakuwa, 1949
- Lithobius georgescui Negrea & Matic, 1973
- Lithobius gerstfeldtii Sseliwanoff, 1881
- Lithobius giganteus Sseliwanoff, 1881
- Lithobius glacialis Verhoeff, 1937
- Lithobius glenniei (Larwood, 1946)
- Lithobius gomerae Eason, 1985
- Lithobius gracilis Meinert, 1872
- Lithobius grandiporosus Verhoeff, 1937
- Lithobius guadarramus Matic, 1968
- Lithobius guatemalae Brölemann, 1900
- Lithobius haarlovi Eason, 1986
- Lithobius hadzii Matic & Darabantu, 1968
- Lithobius hakui Takakuwa, 1939
- Lithobius hardyi Chamberlin, 1946
- Lithobius hauseri (Dobroruka, 1965)
- Lithobius hawaiiensis Silvestri, 1904
- Lithobius helvolus Attems, 1951
- Lithobius henroti Demange, 1955
- Lithobius hirsutipes Eason, 1989
- Lithobius hispanicus Meinert, 1872
- Lithobius holstii (Pocock, 1895)
- Lithobius holzingeri Bollman, 1887
- Lithobius homolaci (Dobroruka, 1971)
- Lithobius honestus Attems, 1938
- Lithobius hummeli Verhoeff, 1933
- Lithobius hypogeus Chamberlin, 1940
- Lithobius icis Zalesskaja, 1978
- Lithobius ignotus Muralevitch, 1906
- Lithobius inaequidens Attems, 1951
- Lithobius inermis L. Koch, 1856
- Lithobius inexpectatus Matic, 1962
- Lithobius infossus Silvestri, 1894
- Lithobius ingrediens Silvestri, 1935
- Lithobius inquirendus Attems, 1951
- Lithobius insolens Dányi & Tuf, 2012
- Lithobius insolitus Eason, 1993
- Lithobius integer (Chamberlin, 1958)
- Lithobius integrior (Chamberlin, 1952)
- Lithobius intermissus Chamberlin, 1952
- Lithobius intermontanus Chamberlin, 1902
- Lithobius invadens Silvestri, 1947
- Lithobius iranicus Attems, 1951
- Lithobius irikensis (Chamberlin, 1958)
- Lithobius irregularis Takakuwa, 1949
- Lithobius ispartensis Zapparoli, 1999
- Lithobius japonicus (Shinohara, 1972)
- Lithobius javanicus (Zalesskaja, 1978)
- Lithobius jeanneli Matic, 1958
- Lithobius jorbai Serra, 1977
- Lithobius jordanensis (Negrea & Matic, 1993)
- Lithobius jugoslavicus (Hoffer, 1937)
- Lithobius jugoslavicus Matic & Darabantu, 1968
- Lithobius juniperius Zalesskaja, 1978
- Lithobius jurinici Matic & Golemansky, 1965
- Lithobius kansuanus Verhoeff, 1933
- Lithobius karamani Verhoeff, 1937
- Lithobius kastamonuensis Matic, 1983
- Lithobius kempi Silvestri, 1917
- Lithobius kessleri Sseliwanoff, 1881
- Lithobius ketmenensis Farzalieva, 2006
- Lithobius kiayiensis Wang, 1959
- Lithobius kojimai (Ishii, 1988)
- Lithobius koreanus (Paik, 1961)
- Lithobius kozminykhi Farzalieva, 2008[5]
- Lithobius krali (Dobroruka, 1979)
- Lithobius kurchevae (Zalesskaja, 1978)
- Lithobius laccatus Attems, 1951
- Lithobius lagrecai Matic, 1962
- Lithobius lakatnicensis Verhoeff, 1926
- Lithobius lapadensis Verhoeff, 1900
- Lithobius lapidicola Meinert, 1872
- Lithobius latro Meinert, 1872
- Lithobius lemairei Iorio, Zapparoli, Ponel & Geoffroy, 2015
- Lithobius lenkoranicus (Zalesskaja, 1976)
- Lithobius libanicus Matic, 1967
- Lithobius liber Lignau, 1903
- Lithobius lineatus Takakuwa, 1939
- Lithobius litoralis Muralevitch, 1906
- Lithobius lobifer (Chamberlin, 1952)
- Lithobius loeiensis Eason, 1986
- Lithobius longibasitarsus Qiao, Qin, Ma, Zhang, Su & Lin , 2018
- Lithobius longiscissus Serra, 1987
- Lithobius loricatus Sseliwanoff, 1881
- Lithobius lorioli Demange, 1962
- Lithobius lucifugus L. Koch, 1862
- Lithobius lusitanus Verhoeff, 1925
- Lithobius luteus Loksa, 1948
- Lithobius macilentus L. Koch, 1862
- Lithobius macrocentrus Attems, 1949
- Lithobius maculatus (Matic, 1957)
- Lithobius magnificus Trotzina, 1895
- Lithobius magnitergiferous  Chongzhou, 1996
- Lithobius magurensis Dobroruka, 1971
- Lithobius mandschreiensis Takakuwa, 1939
- Lithobius manicastrii Zapparoli, 1999
- Lithobius marcuzzii Matic, 1975
- Lithobius martensi Eason, 1989
- Lithobius materiatus Silvestri, 1936
- Lithobius matici Prunescu, 1966
- Lithobius matulici Verhoeff, 1899
- Lithobius mauritianus (Verhoeff K.W., 1939)
- Lithobius maximovici Folkmanová, 1946
- Lithobius melanops Newport, 1845
- Lithobius meifengensis Chao, Lee, Chang, 2018[6]
- Lithobius memorabilis Attems, 1951
- Lithobius mesechinus Chamberlin, 1903
- Lithobius mexicanus Perbosc, 1839
- Lithobius michoacanus Chamberlin, 1942
- Lithobius microcephalus Sseliwanoff, 1880
- Lithobius microdon Latzel, 1886
- Lithobius micropodus (Matic, 1980)
- Lithobius microps Meinert, 1868
- Lithobius minellii Matic & Darabantu, 1971
- Lithobius minimus L. Koch, 1862
- Lithobius minor (Takakuwa, 1942)
- Lithobius minorniha (Zalesskaja, 1978)
- Lithobius mistinensus (Ishii & Tamura, 1994)
- Lithobius moananus (Chamberlin, 1926)
- Lithobius modicus Attems, 1938
- Lithobius moellensis Verhoeff, 1940
- Lithobius mollis (Chamberlin, 1952)
- Lithobius molophai Restivo de Miranda, 1978
- Lithobius mongolellus Loksa, 1978
- Lithobius mongolomedius Loksa, 1978
- Lithobius monoforaminis Ma et al., 2012[7]
- Lithobius mononyx Latzel, 1888
- Lithobius montanus (Ishii & Tamura, 1994)
- Lithobius motasi Matic, 1968
- Lithobius mroczkowskii Matic, 1970
- Lithobius mucronatus Verhoeff, 1937
- Lithobius multidens Demange, 1958
- Lithobius multispinosus Eason, 1989
- Lithobius muminabadicus (Zalesskaja, 1978)
- Lithobius mutabilis L. Koch, 1862
- Lithobius muticus C.L. Koch, 1847
- Lithobius mystecus Humbert & Saussure, 1869
- Lithobius nasuensis (Shinohara, 1987)
- Lithobius navarricus Matic, 1959
- Lithobius nepalensis Eason, 1989
- Lithobius nickii Verhoeff, 1937
- Lithobius nidicolens (Chamberlin, 1938)
- Lithobius niger Muralevitch, 1926
- Lithobius niger Takakuwa, 1941
- Lithobius nigripalpis L. Koch, 1867
- Lithobius nigrocullis Folkmanová, 1928
- Lithobius nihamensis (Murakami, 1960)
- Lithobius nikkonus (Ishii & Tamura, 1994)
- Lithobius nocellensis Verhoeff, 1943
- Lithobius noctivagus Serra, 1983
- Lithobius nodulipes Latzel, 1880
- Lithobius nordenskioldii Stuxberg, 1876
- Lithobius nudus (Matic, 1976)
- Lithobius nunomurai (Ishii, 1995)
- Lithobius nuragicus Zapparoli, 1997
- Lithobius oblivus (Chamberlin, 1952)
- Lithobius obscurus Meinert, 1872
- Lithobius obtusus (Takakuwa, 1941)
- Lithobius oglednicus Ribarov, 1987
- Lithobius okinawensis Takakuwa, 1941
- Lithobius ongi Takakuwa, 1939
- Lithobius opinatus (Zalesskaja, 1978)
- Lithobius orghidani Matic & Negrea, 1966
- Lithobius orientalis Attems, 1953
- Lithobius orientalis (Matic, 1973)
- Lithobius orientalis Sseliwanoff, 1880
- Lithobius osellai Matic, 1968
- Lithobius ostiacorum Stuxberg, 1876
- Lithobius otasanus Takakuwa, 1941
- Lithobius pachymerus Attems, 1938
- Lithobius pacificus (Matic, 1973)
- Lithobius paghmanensis Eason, 1986
- Lithobius palmarum Verhoeff, 1934
- Lithobius pamukkalensis Matic, 1980
- Lithobius pappi Eason, 1986
- Lithobius paradoxus Stuxberg, 1875
- Lithobius parietum Verhoeff, 1899
- Lithobius parvicornis (Porat, 1893)
- Lithobius parvus Folkmanová, 1946
- Lithobius pasquinii Matic, 1967
- Lithobius patonius Chamberlin, 1911
- Lithobius pauciocullatus (Matic & Laslo, 1980)
- Lithobius paucispinus (Matic, 1976)
- Lithobius pectinatus Takakuwa, 1939
- Lithobius pedemontanus Matic & Darabantu, 1971
- Lithobius pedisulcus Serra, 1977
- Lithobius peggauensis Verhoeff, 1937
- Lithobius pelidnus Haase, 1880
- Lithobius peregrinus Latzel, 1880
- Lithobius persicus Pocock, 1899
- Lithobius phulchokensis Eason, 1989
- Lithobius piceus L. Koch, 1862
- Lithobius pilicornis Newport, 1844
- Lithobius pilosus Am Stein, 1857
- Lithobius pinetorum Harger, 1872
- Lithobius plesius (Chamberlin, 1952)
- Lithobius polyodontus Attems, 1951
- Lithobius porathi Sseliwanoff, 1881
- Lithobius portchinskii Sseliwanoff, 1881
- Lithobius potanini Sseliwanoff, 1881
- Lithobius praeditus Zalesskaja, 1975
- Lithobius primrosus (Ishii & Tamura, 1994)
- Lithobius princeps Stuxberg, 1876
- Lithobius proximus Sseliwanoff, 1880
- Lithobius proximus Matic & Golemansky, 1967
- Lithobius punctulatus C.L. Koch, 1847
- Lithobius purkynei Dobroruka, 1957
- Lithobius purpureus (Takakuwa, 1938)
- Lithobius pustulatus Matic, 1964
- Lithobius pygmaeus Latzel, 1880
- Lithobius pygmaeus Sseliwanoff, 1880
- Lithobius pyrenaicus Meinert, 1872
- Lithobius quadricalcaratus  Eason, 1993
- Lithobius quartocomma Verhoeff, 1900
- Lithobius racovitzai Matic, 1958
- Lithobius raffaldii Iorio, 2009
- Lithobius ramulosus (Takakuwa, 1941)
- Lithobius rapax Meinert, 1872
- Lithobius rarihirsutipes Chongzhou, 1996
- Lithobius readae Eason, 1997
- Lithobius reconditus Zalesskaja, 1972
- Lithobius rectus (Chamberlin, 1952)
- Lithobius reiseri Verhoeff, 1900
- Lithobius remyi Jawlowski, 1933
- Lithobius rhiknus Attems, 1951
- Lithobius rhysus Attems, 1934
- Lithobius ribauti Chalande, 1907
- Lithobius riedeli Matic, 1970
- Lithobius rizensis Zapparoli, 1999
- Lithobius romanus Meinert, 1872
- Lithobius ruderalus Farzalieva, 2008[5]
- Lithobius rufus Muralevitch, 1926
- Lithobius rushovensis Matic, 1967
- Lithobius rylaicus Verhoeff, 1937
- Lithobius sachalinus Verhoeff, 1937
- Lithobius sakayorii (Ishii, 1990)
- Lithobius salicis Verhoeff, 1925
- Lithobius sardous Silvestri, 1897
- Lithobius sardus Manfredi, 1956
- Lithobius sasanus (Murakami, 1965)
- Lithobius saussurei Stuxberg, 1875
- Lithobius sbordonii Matic, 1967
- Lithobius schubarti Demange, 1959
- Lithobius schuleri Verhoeff, 1925
- Lithobius sciticus Prunescu, 1965
- Lithobius scotophilus Latzel, 1897
- Lithobius sectilis (Zalesskaja, 1976)
- Lithobius separatus Verhoeff, 1943
- Lithobius sexustumidus Eason & Serra, 1981
- Lithobius shaferi Verhoeff, 1942
- Lithobius shawalleri Eason, 1989
- Lithobius shikokensis Murakami, 1960
- Lithobius sibiricus Gerstfeldt, 1858
- Lithobius silvivagus Verhoeff, 1925
- Lithobius simplex Folkmanová, 1946
- Lithobius simplicior (Chamberlin, 1952)
- Lithobius simplicior (Verhoeff, 1943)
- Lithobius simplis Farzalieva, 2006
- Lithobius sinensis (Chamberlin, 1930)
- Lithobius siopius (Chamberlin & Wang, 1952)
- Lithobius sivasiensis (Matic, 1983)
- Lithobius skelicus Zalesskaja, 1963
- Lithobius sketi Matic & Darabantu, 1968
- Lithobius slovenicus Matic, 1979
- Lithobius sociellus (Chamberlin, 1955)
- Lithobius sokkriensis Paik, 1963
- Lithobius songi Ma, Pei, Shi, Wu & Zhou, 2011
- Lithobius sotshiensis Verhoeff, 1937
- Lithobius speleovolcanus Serra, 1984
- Lithobius speluncarum Fanzago, 1877
- Lithobius sphactes Crabill, 1958
- Lithobius sphinx (Verhoeff, 1941)
- Lithobius spinipes Say, 1821
- Lithobius stammeri Verhoeff, 1939
- Lithobius starlingi (Causey, 1942)
- Lithobius steffeni Matic, 1976
- Lithobius stejnegeri (Bollman, 1893)
- Lithobius steppicus (Farzalieva et Zalesskaja, 2003)[5]
- Lithobius strandzanicus (Ribarov, 1987)
- Lithobius striatus Muralevitch, 1926
- Lithobius stuxbergii Sseliwanoff, 1881
- Lithobius stygius Latzel, 1880
- Lithobius subdivisus (Takakuwa, 1941)
- Lithobius subterraneus Matic, 1962
- Lithobius subtilis Latzel, 1880
- Lithobius sulcifemoralis Takakuwa, 1949
- Lithobius sulcipes (Attems, 1927)
- Lithobius sunagawai (Ishii, 1993)
- Lithobius svenhedini Verhoeff K.W., 1933
- Lithobius tactus Silvestri, 1917
- Lithobius taczanowski Sseliwanoff, 1881
- Lithobius tahirensis Matic, 1983
- Lithobius takahagiensis (Ishii, 1991)
- Lithobius takashimai Murakami, 1963
- Lithobius tamurai (Ishii, 1991)
- Lithobius tarbagataicus Farzalieva, 2006
- Lithobius tatricus Dobroruka, 1958
- Lithobius teldanensis (Negrea & Matic, 1996)
- Lithobius tenebrosus Meinert, 1872
- Lithobius teneriffae Latzel, 1895
- Lithobius tenuicornis Verhoeff, 1937
- Lithobius tetraspinus Pei, Lu, Liu, Hou, Ma, 2018[8]
- Lithobius tiasnatensis Matic, 1973
- Lithobius tibialis Takakuwa, 1941
- Lithobius tibiosetosus Eason, 1986
- Lithobius tibiotenuis Eason, 1989
- Lithobius tibiustumidus Eason, 1989
- Lithobius tidissimus (Chamberlin, 1952)
- Lithobius toltecus Humbert & Saussure, 1869
- Lithobius totevi Kaczmareck, 1975
- Lithobius trebinjanus Verhoeff, 1900
- Lithobius tricalcaratus (Attems, 1909)
- Lithobius trichopus Takakuwa, 1939
- Lithobius tricuspis Meinert, 1872
- Lithobius trinacrius Verhoeff, 1925
- Lithobius troglodytes Latzel, 1886
- Lithobius troglomontanus (Folkmanová, 1940)
- Lithobius tuberculatus (Murakami, 1965)
- Lithobius tuberculipes (Folkmanová, 1958)
- Lithobius tuberofemoratus Farzalieva, 2006
- Lithobius tylopus Latzel, 1882
- Lithobius typhlus Latzel, 1886
- Lithobius uludagensis Matic, 1983
- Lithobius uniunguis Matic & Golemansky, 1967
- Lithobius uralensis (Farzalieva, 2004)
- Lithobius urbanus (Chamberlin, 1944)
- Lithobius vagabundus Stuxberg, 1876
- Lithobius valesiacus Verhoeff, 1935
- Lithobius validus Meinert, 1872
- Lithobius variegatus Leach, 1814
- Lithobius varius C.L. Koch, 1847
- Lithobius venatoriformis Muralevitch, 1914
- Lithobius verrucifer Muralevitch, 1926
- Lithobius vinciguerrae Silvestri, 1895
- Lithobius vinosus (Fanzago, 1874)
- Lithobius viriatus Sseliwanoff, 1880
- Lithobius vivesi Serra, 1983
- Lithobius vizicae (Ribarov, 1987)
- Lithobius waldeni Eason, 1985
- Lithobius wardaranus (Verhoeff, 1937)
- Lithobius watanabei (Ishii, 2002)
- Lithobius watovius Chamberlin, 1911
- Lithobius weyrauchi (Turk, 1955)
- Lithobius worogowensis Eason, 1976
- Lithobius yasunorii (Ishii & Tamura, 1994)
- Lithobius yuraensis (Ishii, 2000)
- Lithobius zelazovae Kaczmareck, 1975
- Lithobius zeylanus (Chamberlin, 1952)
- Lithobius zhangi Ma, Pei, Hou et Zhu, 2014[9]
- Lithobius zveri (Matic & Stenzer, 1977)